# Malaysische Fußballnationalmannschaft (U-20-Männer)
Die malaysische U-20-Fußballnationalmannschaft ist eine Auswahlmannschaft malaysischer Fußballspieler. Sie unterliegt der Persatuan Bolasepak Malaysia und repräsentiert sie international auf U-20-Ebene, etwa in Freundschaftsspielen gegen die Auswahlmannschaften anderer nationaler Verbände oder bei U-20-Weltmeisterschaften und U-19-Asienmeisterschaften.
Bei der WM 1997 schied die Mannschaft in der Vorrunde aus.
1959, 1960 und 1968 wurde sie Vize-Asienmeister.

## Teilnahme an U-20-Weltmeisterschaften
- 1977 bis 1995 – nicht qualifiziert
- 1997 – Vorrunde
- 1999 bis 2025 – nicht qualifiziert

## Teilnahme an U-20-Asienmeisterschaften
(bis 2006 Junioren-Asienmeisterschaft)
| 1959 | 2. Platz           |
| 1960 | 2. Platz           |
| 1961 | Vorrunde           |
| 1962 | 4. Platz           |
| 1963 | Vorrunde           |
| 1964 | nicht bekannt      |
| 1965 | 3. Platz           |
| 1966 | Viertelfinale      |
| 1967 | Vorrunde           |
| 1968 | 2. Platz           |
| 1969 | Viertelfinale      |
| 1970 | nicht bekannt      |
| 1971 | Viertelfinale      |
| 1972 | nicht bekannt      |
| 1973 | nicht bekannt      |
| 1974 | nicht bekannt      |
| 1975 | Vorrunde           |
| 1976 | Vorrunde           |
| 1977 | Vorrunde           |
| 1978 | Vorrunde           |
| 1980 | nicht qualifiziert |
| 1982 | nicht qualifiziert |
| 1985 | nicht qualifiziert |
| 1986 | nicht qualifiziert |
| 1988 | nicht qualifiziert |
| 1990 | nicht qualifiziert |
| 1992 | nicht qualifiziert |
| 1994 | nicht qualifiziert |
| 1996 | nicht qualifiziert |
| 1998 | nicht qualifiziert |
| 2000 | nicht qualifiziert |
| 2002 | nicht qualifiziert |
| 2004 | Viertelfinale      |
| 2006 | Vorrunde           |
| 2008 | nicht qualifiziert |
| 2010 | nicht qualifiziert |
| 2012 | nicht qualifiziert |
| 2014 | nicht qualifiziert |
| 2016 | nicht qualifiziert |
| 2018 | Vorrunde           |
| 2023 | nicht qualifiziert |
| 2025 | nicht qualifiziert |

## Ehemalige Spieler
- Syahmi Safari (2013–2017, A-Nationalspieler)
- Aidil Zafuan (2004–2006, A-Nationalspieler)
- Safawi Rasid (2016, A-Nationalspieler)
- Syamer Kutty Abba (2014–2017, A-Nationalspieler)
- Baddrol Bakhtiar (2005–2009, A-Nationalspieler)
- Dominic Tan (2014–2016, A-Nationalspieler)
- Akhyar Rashid (2017–2018, A-Nationalspieler)
- Haziq Nadzli (2015–2017, A-Nationalspieler)
- Danial Amier Norhisham (2015, A-Nationalspieler)
- Akram Mahinan (2011, A-Nationalspieler)